# جمال أحمد الدوسري
جمال أحمد الدوسري (ولد في 1 يناير 1970) هو دراج بحريني سابق. تنافس في حدثين في دورة الألعاب الأولمبية الصيفية 1992.

## روابط خارجية
- جمال أحمد الدوسري على موقع أوليمبيديا (الإنجليزية)